# Troisième République (Tchécoslovaquie)
Pour les articles homonymes, voir Troisième République.
5 avril 1945 – 9 mai 1948
(3 ans, 1 mois et 4 jours)
Entités précédentes :
- Gouvernement provisoire tchécoslovaque
- Protectorat de Bohême-Moravie
- République slovaque
- Troisième Reich
- Royaume de Hongrie

Entités suivantes :
- République tchécoslovaque (régime communiste)
- RSS d'Ukraine (Ruthénie subcarpathique, 1945)[1]

Le nom de Troisième République tchécoslovaque (Československá třetí republika, ou Třetí republika) est donné à la période allant de 1945 à 1948, après que la Tchécoslovaquie a été reconstituée à la fin de la Seconde Guerre mondiale. Bien que le pays ait continué à appliquer la constitution de la Première République tchécoslovaque, il s'agit d'une désignation d'usage, en raison des bouleversements territoriaux et politiques subis par le pays. Certains historiens tchèques utilisent néanmoins le terme de Seconde République tchécoslovaque pour désigner simultanément les périodes 1938-1939 et 1945-1948.

## Historique
Après les accords de Munich, la Tchécoslovaquie est amputée d'une partie de son territoire. La « Seconde République tchécoslovaque » ne vit que quelques mois, l'invasion allemande et la sécession slovaque donnant naissance au Protectorat de Bohême-Moravie et à la République slovaque indépendante. Ces deux régimes ne survivent pas à la Seconde Guerre mondiale, les troupes allemandes se retirant devant les Alliés, principalement l'Armée rouge, qui envahissent le territoire de l'ex-Tchécoslovaquie.
Le 5 avril 1945, Edvard Beneš, ancien président de la République et chef durant la guerre du Gouvernement provisoire tchécoslovaque, décrète à Košice la formation d'un gouvernement de coalition, incluant la participation du Parti communiste tchécoslovaque dont le dirigeant Klement Gottwald devient premier vice-président ; la reformation de la Tchécoslovaquie est décrétée.  Le programme de Košice, établi par Beneš et ses alliés, prévoit l'établissement d'une république démocratique, où Tchèques et Slovaques seront égaux. Zdeněk Fierlinger, social-démocrate de gauche partisan d'une étroite alliance avec les communistes, devient Premier ministre ; Edvard Beneš est confirmé dans ses fonctions Président de la République le 28 octobre, et réélu de manière formelle le 19 juin 1946. La coalition au pouvoir inclut des partis conservateurs comme le Parti démocratique slovaque, mais les partis de gauche et de tendance socialiste, comme les communistes et le Parti national social tchèque, prédominent. Le gouvernement Fierlinger procède, dans les mois qui suivent la fin de la guerre, à la nationalisation des industries-clé et des banques. Les minorités allemandes des Sudètes sont expulsées par la mise en application des Décrets Beneš; les biens des anciens collaborateurs nazis sont confisqués.
Les communistes bénéficient du prestige de la libération et du soutien de l'Armée rouge : leurs effectifs grimpent de 27 000 à plus d'un million entre 1945 et 1946. Lors des élections législatives de mai 1946, les communistes remportent 40,17 % des voix dans la partie tchèque du pays tandis que le Parti démocratique slovaque, non-communiste, remporte 62 % des suffrages en Slovaquie. Le résultat des élections donne 38 % aux communistes dans l'ensemble du pays, le parti ayant une majorité relative mais gouvernant de fait, le communiste Klement Gottwald devient chef du nouveau gouvernement. En un premier temps, Edvard Beneš demeure Président de la République et Jan Masaryk conserve le portefeuille des affaires étrangères.
En 1947, à la suite d'un véto de l'Union soviétique, le gouvernement tchécoslovaque refuse l'adhésion au plan Marshall, mettant à mal la coalition. Le président Beneš, affaibli par une série d'attaques cérébrales, est incapable de résister à l'influence de Gottwald.

### Prise du pouvoir par les communistes
Au début de 1948, les communistes noyautent progressivement les forces de police, remplaçant les fonctionnaires non-communistes par des hommes acquis à leur cause. En février, les ministres libéraux démissionnent du gouvernement. Gottwald fait une déclaration publique appelant « le peuple des travailleurs à se tenir prêt dans l'éventualité d'une réaction ». Les milices communistes sont mises en état d'alerte et des manifestations de masse sont organisées à Prague. La démission des ministres permet à Klement Gottwald et Rudolf Slánský, qui ont mis le président Beneš sous leur coupe, de remplacer les postes vacants par des communistes et des alliés sociaux-démocrates. Jan Masaryk est retrouvé mort le 10 mars, s'étant officiellement « suicidé » par défenestration. Le parlement approuve le nouveau gouvernement et de nouvelles élections législatives donnent la majorité aux communistes et à leurs alliés. Le 9 mai, une nouvelle constitution est promulguée, dans laquelle sont inscrits le principe de dictature du prolétariat et le rôle prépondérant du Parti communiste. Edvard Beneš refuse de la signer et démissionne le 7 juin. Gottwald le remplace à la présidence de la République, laissant la tête du gouvernement à Antonín Zápotocký. Le 9 mai, la Tchécoslovaquie est proclamée « République populaire », sans changer officiellement de nom. Le nom officiel de République socialiste tchécoslovaque ne sera adopté qu'en 1960, à la faveur d'un nouveau changement de constitution. Le régime communiste durera jusqu'à la révolution de velours en 1989.